# Ty Law
Taujan Edward Law (Aliquippa, Pensilvania, 10 de febrero de 1974), más conocido como Ty Law, es un exjugador profesional estadounidense de fútbol americano que se desempeñó en la posición de cornerback en la National Football League (NFL). Es miembro del Salón de la Fama del Fútbol Americano Profesional.

## Carrera
Law jugó como profesional diez temporadas en New England Patriots (1995-2004), después pasó a New York Jets (2005), luego a Kansas City Chiefs (2006-2007), posteriormente regresó a New York Jets (2008), y finalmente, se unió a Denver Broncos, donde jugó una temporada (2009), y fue el equipo en el que se retiró.

## Reconocimiento
En 2019, ingresó como miembro al Salón de la Fama del Fútbol Americano Profesional.